# Petros Persakis
Petros Persakis (1879, Athény – 1952) byl řecký sportovní gymnasta, účastník a dvojnásobný medailista z Letních olympijských her 1896 v Athénách.
O jeho osobním životě neexistují žádné informace kromě toho, že jeho bratrem byl Ioannis Persakis, držitel bronzové medaile z trojskoku na stejné olympiádě.
Na olympijských hrách v Athénách získal Petros Persakis bronzovou medaili ve dvouminutovém cvičení na kruzích. Soutěž je známá tím, že o olympijském vítězi ve prospěch domácího Ioannise Mitropoulose rozhodl řecký princ Jiří, když u rozhodčích měl Mitropoulos stejný počet hlasů jako Němec Hermann Weingärtner. Persakis odsunul na mimomedailové pozice čtyři německé cvičence. Hromadného cvičení na bradlech se zúčastnila tři mužstva – jedno německé a dvě řecká, zastupující athénské oddíly Panellinios Gymnastikos Syllogos a Ethnikos Gymnastikos Syllogos. Cvičilo se hromadně na deseti sadách nářadí na athénském olympijském stadionu, rozhodčí měli tři hodnotící kritéria: provedení, souhru týmu a technickou náročnost. Němci byli bezkonkurenční. Druhé místo obsadilo družstvo Panellinios, v němž cvičil také Persakis, který tak získal stříbrnou medaili. Jména většiny řeckých cvičenců se nedochovala.